# Єдлянка (Луківський повіт)
Єдлянка (пол. Jedlanka) — село в Польщі, у гміні Сточек-Луковський Луківського повіту Люблінського воєводства.
Населення — 693 особи (2011).
У 1975-1998 роках село належало до Седлецького воєводства.

## Демографія
Демографічна структура станом на 31 березня 2011 року:
|          | Загалом | Допрацездатний вік | Працездатний вік | Постпрацездатний вік |
| -------- | ------- | ------------------ | ---------------- | -------------------- |
| Чоловіки | 349     | 83                 | 238              | 28                   |
| Жінки    | 344     | 73                 | 196              | 75                   |
| Разом    | 693     | 156                | 434              | 103                  |